# Paragomphus frontalis
Paragomphus frontalis – gatunek ważki z rodziny gadziogłówkowatych (Gomphidae).